# Barneville-Carteret
Barneville-Carteret là một xã trong tỉnh Manche, thuộc vùng hành chính Normandie của nước Pháp, có dân số là 2429 người (thời điểm 1999).

## Nhân khẩu học
| 1962  | 1968  | 1975  | 1982  | 1990  | 1999  |
| ----- | ----- | ----- | ----- | ----- | ----- |
| 1.920 | 1.924 | 2.012 | 2.327 | 2.222 | 2.429 |